# Cerastium octandrum
Cerastium octandrum là loài thực vật có hoa thuộc họ Cẩm chướng. Loài này được Hochst. ex A.Rich. mô tả khoa học đầu tiên năm 1847.